# René Julliard
René Henri Julliard, né le 22 novembre 1900 à Genève et mort le 1er juillet 1962 à Paris 7e, est un éditeur français, fondateur des Éditions Julliard.

## Biographie

### Les débuts et la guerre
René Julliard se lance dans l'édition en 1924 en inventant une sorte de club du livre, Sequana, qui fait choisir ses ouvrages à publier par un comité de lecteurs prestigieux et les vend sur abonnement à des abonnés de la revue. 
Dans les années 1930, sa maison d'édition mise aussi sur les « coups [Quoi ?]» et la publicité. La Seconde Guerre mondiale éclate. 
Pétainiste convaincu, il adhère en 1940 à la « Révolution nationale » du maréchal Pétain et installe Sequana à Vichy,  où il édite des ouvrages dans la ligne maréchaliste, mais, prudent, il publie aussi sous pseudonyme des romans de Jean Zay, ministre du Front populaire, vilipendé par les « collabos ». 
Ayant habilement « joué sur deux tableaux » en 1945, René Julliard  n'est pas victime de l'épuration ; il publie d'ailleurs aussitôt des textes d'Éluard et d'Aragon. Sous sa sobre couverture blanche et verte dessinée par Marcel Jacno, il édite Joseph Kessel, Maurice Druon, Witold Gombrowicz, Albert Cossery, Michel Droit, Arthur Conte.

### Les succès d'après-guerre
Il réussit une performance en éditant les Prix Goncourt des années 1946, 1947 et 1948, qui assurent son succès et la bonne marche de ses affaires. Il s'agit de Jean-Jacques Gautier (Histoire d'un fait divers, prix Goncourt 1946), de Jean-Louis Curtis (Les forêts de la nuit, prix Goncourt 1947) et de Maurice Druon (Les Grandes Familles, prix Goncourt 1948).
D'autres titres connaissent également un immense succès, comme les poésies de Minou Drouet, et certains deviennent des films à très grand public : Le Salaire de la peur, de Georges Arnaud, Le Pont de la rivière Kwaï, de Pierre Boulle
En 1954, le premier livre de Françoise Sagan, Bonjour tristesse, fait un triomphe immédiat. Il est d'emblée l'objet de 21 traductions et se voit lui aussi porté au cinéma, par Otto Preminger, avec la jeune Jean Seberg. 
En 1959, c'est Le Lieu du supplice, de Vladimir Pozner, chroniques de la guerre d'Algérie rapidement interdites par les autorités militaires et qui vaudront à leur auteur un attentat de l'O.A.S. en février 1962.

### Après Julliard
Julliard disparaît au début de l'été 1962, juste avant que Louis Calaferte, tout jeune écrivain dont il a publié les deux premiers ouvrages en 1952 et 1953, n'achève l'écriture de Septentrion, attendu aux fins d'édition depuis six ans. 
Il est inhumé à Vouillé (Deux-Sèvres), dans le cimetière familial de son épouse Gisèle d'Assailly, qui prend la relève avec Christian Bourgois, directeur de l'entreprise, mais en 1965, la maison d'édition est absorbée par le puissant groupe des Presses de la Cité.
Christian Bourgois crée alors sa propre maison d'édition. Parmi les auteurs publiés par Julliard figurent d'autres découvertes : Michel Del Castillo, Françoise Mallet-Joris, Italo Calvino, Vladimir Nabokov, Alexandre Soljenitsyne, Vladimir Volkoff, Alexandre Zinoviev.
Les éditions Julliard appartiennent aujourd'hui au groupe Robert Laffont.